# A.C.T
A.C.T  es una banda de rock progresivo de Malmö, Suecia. Están fuertemente influenciados por Electric Light Orchestra, Yes, Dream Theater, Queen o Saga.

## Historia
Entre 1994 y 1995 eran conocidos bajo el nombre de Fairyland. Los componentes por aquel entonces eran Ola Andersson (guitarra), Peter Asp (bajo), Tomas Erlandsson (batería), Jerry Sahlin (teclado) y Jens Appelgren (voz). En 1995 entra un nuevo cantante en la formación, Herman Saming, el cual sustituiría a Appelgren. En 2001 Thomas Lejon pasa a ser el nuevo baterista de la banda.

## Formación
- Ola Andersson - Guitarra y coros
- Peter Asp - Bajo y coros
- Thomas Lejon - Batería
- Jerry Sahlin - Teclado y coros
- Herman Saming - Voz

## Discografía
- 1999 - Today's Report
- 2001 - Imaginary Friends
- 2003 - Last Epic
- 2006 - Silence
- 2014 - Circus Pandemonium
- 2019 - Rebirth

## Otros proyectos
Ola Andersson es también desde 2005 miembro de la banda "The love", junto con el exbatería de A.C.T Tomas Erlandsson.